# Ангина
Ангината (или още тонзилит) е остро инфекциозно (бактериално или вирусно) заболяване на сливиците, което се характеризира с възпаление и увеличаване на лимфните възли. Симптомите са остри болки в долната част на гърлото, подути и зачервени сливици, слабост, главоболие, висока температура (38 до 40 °C). Ако на сливиците се появи и гной, ангината се нарича гнойна.
Ангината не е простудно заболяване и е срещана през всички годишни сезони.
Когато ангината е причинена от бактериална инфекция, може да бъде лекувана с антибиотици. Антибиотиците не помагат, когато ангината е причинена от вирусна инфекция.
Може да се прави промивка на гърлото с антисептични и промиващи разтвори.
Ангината е заразно заболяване, затова болният трябва да се изолира и да не е в контакт с други хора. Разпространява се по въздушно-капков път.

## Симптоми
Симптоми при ангина
- силна болка и сухота в гърлото
- зачервени/подути сливици
- бели или жълти петна по сливиците
- затруднено гълтане
- главоболие, лош дъх
- кашлица
- болки в тялото
- болки в ушите
- температура
- треска
- запушен нос